# Жак (коммуна)
Жак (фр. Jacque, окс. Jaca) — коммуна во Франции, находится в регионе Юг — Пиренеи. Департамент — Верхние Пиренеи. Входит в состав кантона Пуйастрюк. Округ коммуны — Тарб.
Код INSEE коммуны — 65232.

## География

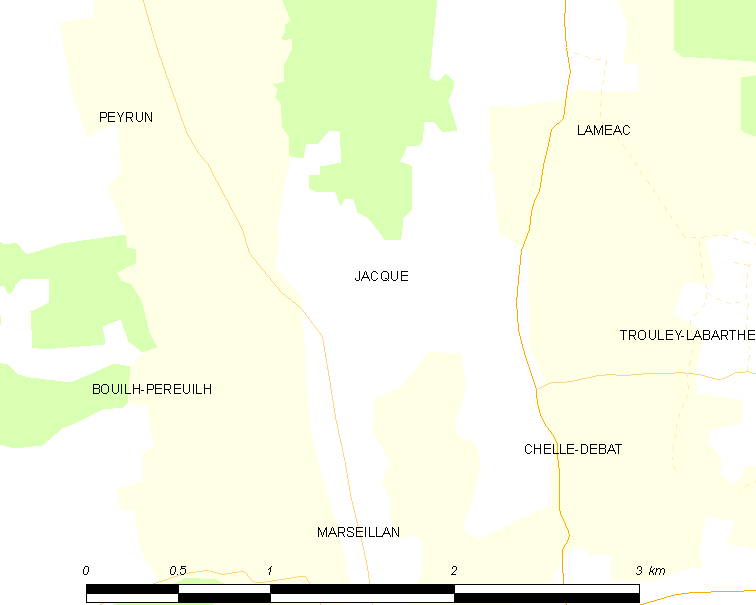
Карта коммуны

Коммуна расположена приблизительно в 640 км к югу от Парижа, в 105 км западнее Тулузы, в 16 км к северо-востоку от Тарба.
Коммуна расположена в местности Бигорр. На востоке коммуны протекает река Аррос.

## Климат
Климат умеренно-океанический с солнечной тёплой погодой и обильными осадками на протяжении практически всего года.

## Население
Население коммуны на 2010 год составляло 71 человек.
| 1962 | 1968 | 1975 | 1982 | 1990 | 1999 | 2010 |
| ---- | ---- | ---- | ---- | ---- | ---- | ---- |
| 40   | 38   | 40   | 48   | 49   | 54   | 71   |

## Администрация
| Период | Период | Фамилия     | Партия | Примечания |
| ------ | ------ | ----------- | ------ | ---------- |
| 2001   | 2020   | Поль Бурдет |        |            |

## Экономика
В 2010 году среди 46 человек трудоспособного возраста (15-64 лет) 37 были экономически активными, 9 — неактивными (показатель активности — 80,4 %, в 1999 году было 78,4 %). Из 37 активных жителей работали 34 человека (18 мужчин и 16 женщин), безработных было 3 (2 мужчин и 1 женщина). Среди 9 неактивных 0 человек были учениками или студентами, 6 — пенсионерами, 3 были неактивными по другим причинам.